# ساسوکه اوچیها
ساسکه اوچیها (ژاپنی: うちは サスケ هپبورن: Uchiha Sasuke) یک شخصیت خیالی در مجموعه مانگا و انیمه ناروتو است که توسط ماساشی کیشیموتو خلق شده است. او تنها بازمانده خاندان اوچیها است و درآغاز داستان عضو تیم ۷ و شاگرد کاکاشی هاتاکه می‌شود، که در زمان عضویتش شامل خودش، (ناروتو اوزوماکی و ساکورا هارونو) می‌شد. ساسکه بعداً گروه را ترک می‌کند و تبدیل به یک میسینگ نین (نینجای فراری) می‌شود.

## مشخصات
ساسکه برای اولین بار در سومین فصل از مجموعه مانگای ناروتو معرفی شد. کیشیموتو در مصاحبه‌ای با شونن جامپ آمریکا افشا کرد که هرگز نمی‌خواسته است شخصیت ساسوکه را خلق کند. او بعد از مشاوره با ویراستار خود به این نتیجه می‌رسد که شخصیت مقابل ناروتو اوزوماکی را خلق کند که در نهایت منجر به ساخت شخصیت ساسکه می‌شود.  در طرح اصلی، شخصیت ساسکه تند و پرخاشگر است و به دیگران بی‌اهمیتی می‌کند. کیشیموتو توضیح می‌دهد که خلق شخصیت ساسوکه سخت‌ترین کار برای او بوده است.

## زندگی
ساسکه پسر کوچک فوگاکو اوچیها سردسته خاندان اوچیها و همسرش میکوتو اوچیها بود، سال‌های اولیه زندگی ساسوکه زیر سایه برادر بزرگ‌ترش ایتاچی اوچیها می‌گذرد، که زمان ثابت می‌کند او نینجای با استعدادی است، به خاطر موفقیت‌های ایتاچی، خاندان اوچیها او را به عنوان آینده خاندان نگاه می‌کنند. بزرگ‌ترین پیشنهاد کننده این عقیده، پدر ساسوکه، فوگاکا اوچیها است. با توجه به این دیدگاه ساسکه آنچه را برای اثبات خود در خانواده لازم است را انجام می‌دهد، البته هیچ کاری او را در این مرحله موفق نمی‌کند. ایتاچی که از این تلاش ساسکه آگاه است سعی می‌کند تا توجه پدر را به او جلب کند، حتی پیشنهاد می‌کند که شماری از توانایی نینجاها را به او آموزش دهد. اگرچه ایتاچی موفق می‌شود که فوگاکو زمان بیشتری را با ساسوکه بگذراند اما بیشتر آن زمان نیز به ایتاچی اختصاص می‌یابد و به هر حال ایتاچی هرگز مطابق قول خود به ساسکه آموزش نمی‌دهد.
با گذشت زمان اعتبار ایتاچی در خاندان شروع به نابودی می‌کند و شایستگی او زیر سؤال می‌رود. در این زمان ایتاچی رابطه‌ای رقابتی را با ساسکه آغاز می‌کند و به ساسکه حمله می‌کند تا بر او فائق آید. به خاطر تغییر شخصیت ایتاچی، فوگاکو علاقه بیشتری برای پیشرفت ساسکه پیدا می‌کند و تکنیک گلوله آتشین بزرگ را در مدت زمانی کمتر از آنچه ایتاچی یادگرفته بود به او می‌آموزد، که باعث بهبود وضعیت او در خانواده می‌شود. فوکاگو آشکارا ساسکه را تشویق می‌کند که جاپای ایتاچی نگذارد، به این ترتیب نابغه سابق خاندان اعتماد پدر را از دست می‌دهد.
بعد از این که ساسوکه میل و اشتیاق پدر به خود را کسب می‌کند، در شبی که به خانه دیر برمی‌گردد، با قتل‌عام اعضای خانواده خود مواجه می‌شود. بعد از اینکه ایتاچی را بالای سر پدر و مادرش می‌بیند متوجه می‌شود که او عامل اصلی مرگ والدینش است. ایتاچی به ساسکه می‌گوید که ارزش کشتن ندارد و سپس در سیاهی شب ناپدید می‌شود. از آن پس ساسوکه مانند یک یتیم زندگی می‌کند، در حسرت والدین از دست رفته‌اش. بعد از نابودی خانواده تنها هدف ساسوکه نفرت… که به هر نحو ممکن قدرتی به دست بیاورد تا برای انتقام ایتاچی را بکشد. در پایان ناروتو شیپودن او به خانه خود بازمی‌گردد و با ساکورا هارونو ازدواج می‌کند و صاحب دختری به نام سارادا اوچیها می‌شود.

## شخصیت
در ابتدای مجموعه آرزوی ساسوکه قویتر شدن است که عامل غلبه در روابط با دیگران و پیروزی بر آن‌هاست. به این خاطر او در ابتدا نسبت به مفاهیم اجتماعی بودن در کنار هم تیمی‌هایش و دخترانی که سعی در جلب مهر او دارند بی‌تفاوت است. از این رو ساسوکه برای خوب انجام دادن مأمورت‌ها علاقه‌ای به کار با ناروتو یا ساکورا ندارد و فکر می‌کند او بسیار با استعدادتر از آن‌هاست که بخواهد با آن‌ها کار کند و کار با آن‌ها تنها او را ضعیف تر می‌کند. اگرچه، بعد از سه مأموریت ساسوکه تلاش می‌کند که به خود بفهماند این برداشت‌ها نادرست هستند: ساکورا منبع بزرگی از اطلاعات است و ناروتو یک دوست مؤثر و مشوق قوی‌تر شدن است. در نتیجه این الهامات ساسوکه تلاش می‌کند که اهمیت بیشتری را از اولین ملاقاتش به هم تیمی‌هایش بدهد. در حالی که تلاش می‌کند این الهامات را رد کند، علاقه او برای به خطر انداختن زندگی‌اش برای کمک به آن‌ها به حدی که حتی شانسی برای انتقام از ایتاچی باقی نماند کم‌کم ظهور می‌یابد.
در طول دومین مرحله امتحان چونین اوروچیمارو با دیدن برتری زندگی هم تیمی‌ها برای ساسوکه متوجه این تغییر آرمان‌ها می‌شود. اوروچیمارو که به هوس ساسوکه برای انتقام نیاز دارد، داغ نفرین آسمانی را بر او می‌زند تا او با چشیدن طعم قدرت او را به راه انتقام بازگرداند. اگرچه کاکاشی آنچه را برای ضعیف کردن نفرین لازم است انجام می‌دهد، نشان را کم اثر می‌کند و مفهوم صحیح قدرت را به او نشان می‌دهد اما ساسکه تلاش می‌کند قدرت‌هایی که به او نشان می‌دهد را بفهمد. برای آزمایش قدرت جدید ساسکه تلاش می‌کند تا رقیبی جدید را بیابد که با او مبارزه کند، با این باور که هر پیروزی که به دست می‌آورد او را به قدرت بیشتر رهنمون می‌کند. به هر حال ناروتو که ساسوکه او را شخصی با مهارت‌های اندک می‌داند برتری خود در توانایی‌ها را بر او ادامه می‌دهد و این باعث ایجاد حسادت در ساسوکه می‌شود.
سرانجام ساسوکه تصمیم می‌گیرد که کونوها را ترک کند و به دنبال اوروچیمارو برود تا قدرت بیشتری کسب کند. ناروتو برای متوقف کردن ساسوکه فرستاده می‌شود تا مانع خروج او از کشور شود، در نهایت او را می‌گیرد و به او التماس می‌کند که نرود. ساسکه باور دارد که ناروتو صمیمی‌ترین دوست اوست ولی در عوض تصمیم می‌گیرد که آخرین نصیحت ایتاچی را اجرا کند: برای دست یابی به Mangekyo Sharingan (مانگکیو شارینگان) که به نظر قدرت نهایی خاندان اوچیهاست بهترین دوستت باید کشته شود، بنابراین ساسکه تلاش می‌کند تا ناروتو را بکشد. ناروتو نمی‌خواهد ساسکه برود برای همین با همان اشتیاق با ساسوکه می‌جنگد تا او را شکست داده و به خانه برگرداند. جنگ این گونه است که ساسکه در ابتدا با تکنیک چیدوری به ناروتو حمله می‌کند در حالی که ناروتو با راسنگان خود نمی‌تواند ساسوکه را بزند و تنها هدبند او را خراش می‌دهد (به دنبال این حرف ساسوکه که او حتی نمی‌تواند هدبند او را بخراشد). در هنگامی که ناروتو بی‌حال به زمین می‌افتد ساسوکه تصمیم می‌گیرد او را بکشد اما می‌فهمد این همان چیزی است که ایتاچی می‌خواهد و این گونه از کشتن ناروتو صرف نظر می‌کند. سپس به سمت اوروچیمارو می‌رود تا آنچه از قدرت لازم است که به دست بیاورد حاصل کند.